# Аполо 11
Аполо 11 (на английски: Apollo 11) е първият пилотиран космически кораб от програмата Аполо на НАСА, чийто екипаж достига и каца на Луната. Корабът излита на 16 юли 1969 г. от космическия център Кейп Кенеди Флорида с екипаж Нийл Армстронг, Майкъл Колинс и Едуин Олдрин и на 20 юли 1969 г. спускаемият апарат Ийгъл успешно каца на Луната. Нийл Армсторнг е първият човек в историята на човечеството, стъпил на Луната.

## Екипаж
| Пост                     | Астронавт                                |
| ------------------------ | ---------------------------------------- |
| Командир                 | Нийл Армсторнг два космически полета     |
| Пилот на командния модул | Майкъл Колинс два космически полета      |
| Пилот на лунния модул    | Едуин „Бъз“ Олдрин два космически полета |

* Броят на полетите за всеки астронавт е преди и включително тази мисия.

## Дублиращ екипаж
| Пост                     | Астронавт                          |
| ------------------------ | ---------------------------------- |
| Командир                 | Джеймс Ловел три космически полета |
| Пилот на командния модул | Уилям Андерс един космически полет |
| Пилот на лунния модул    | Фред Хейз                          |

* Броят на полетите за всеки астронавт е преди и включително тази мисия.

## Общи сведения
Пилотираният космическия кораб Аполо 11, съставен от ракетата-носител Сатурн V (AS-506), командния модул (CM-107) с позивни „Колумбия“ (Columbia) и лунния модул (LM-5) с позивни „Ийгъл“ (Eagle) с обща маса 43,9 тона, е третият апарат от серията Аполо, изпратен към Луната в програмата на НАСА. Преди него само Аполо 8 и Аполо 10 с екипаж на борда са достигали естествения спътник на Земята, без да извършват кацане на него. Целта на мисията на Аполо 11 е да извърши меко кацане на Луната в предварително определен район в Морето на спокойствието, събиране и доставяне на Земята на образци от лунния повърхностен грунд, фотографиране, провеждане на директна телевизионна връзка със Земята, поставяне на научна апаратура на лунната повърхност и завръщане на Земята.

## Полет
На 16 юли 1969 г. в 13 ч. 32 м. UTC от полигона в Космически център Джон Ф. Кенеди Флорида е изстрелян Аполо 11 с ракета-носител Сатурн V. Двигателите на отделните степени работят по план и след около 12 мин. корабът навлиза в околоземна орбита. Извършва една обиколка и половина на Земята за около два часа. В това време се проверяват работите на бордовите системи, включва се третата степен на ракетата-носител и корабът поема курс към Луната. След 4 часа и 30 минути Командният модул се отделя от последната степен на Saturn V и извършва маневра, скачвайки се с върха на Лунния модул. 55 ч. след старта Армстронг и Олдрин преминават в Лунния модул за проверка на системите преди кацане.
Аполо 11 достига Луната на 19 юли след 76 ч. полет и след включване на двигателите преминава в окололунна орбита. След няколко обиколки на Луната астронавтите виждат предварително набелязания район за кацане в Морето на спокойствието. Първата избрана точка се намира на около 20 км югозападно от кратера Сабине Д и е предварително охарактеризирана като сравнително гладък и плосък участък от повърхността при сканирането и картографирането на Луната с автоматичната сонда Lunar Orbiter.

## Кацане и работа на Луната
На 20 юли около 102 ч. след старта Лунният модул се отделя на височина от 110 км над повърхността и започва да забавя своята траектория. Маневрата се извършва откъм близката страна на Луната в постоянна връзка с Контролния център в Хюстън и останалия на орбита Команден модул. По програма Ийгъл трябва да се прилуни на автоматичен режим, но още по време на полета Армстронг е взел решение, че на около 100 метра от повърхността ще премине на полуавтоматичен режим с аргумента, че автоматиката не знае как да избере площадка за кацане. По време на полета обаче се налага да се премине на ръчен режим много по-рано поради претоварване на бордовия компютър. Независимо от възникналия проблем от Хюстън съветват астронавтите да продължат мисията и Армстронг и Олдрин успяват да кацнат на ръчен режим, прелитайки над кратер с размери около 180 метра. В 20 часа 17 минути 42 секунди UTC на 20 юли 1969 Лунният модул се прилунява в Морето на спокойствието и Нийл Армстронг докладва:
„Хюстън, тук база на Спокойствието, Ийгъл кацна“
В резервоара на двигателите за кацане е останало гориво за още 17 секунди работа и не се е наложила отмяна на прилуняването и принудително връщане на орбита. Екипажът провежда операция, симулираща старт от Луната за проверка на всички системи на Ийгъл, които се оказват в пълна изправност. Заплануваната по програма почивка след прилуняването е отменена по молба на астронавтите и се пристъпва към операцията за излизане на лунната повърхност. Външната бордова камера предава директно по телевизията пред цялото човечество историческия момент на първата крачка, направена от Нийл Армстронг на друго небесно тяло. С думите:
„Една малка крачка за човека – един голям скок за човечеството...“ 
На 21 юли 1969 в 2 часа 56 минути 20 секунди той оставя първите следи по повърхността на Луната. Петнадесет минути по-късно Едуин Олдрин също стъпва на Луната и започва да експериментира различни способи за придвижване при слабата лунна гравитация. Най-удачни се оказват дългите „кенгурови“ подскоци при които се прелитат над 2 метра. Монтирана е телевизионна камера и след това е развят националния флаг на САЩ. Провежда се директен разговор с президента Ричард Никсън от лунната повърхност. Монтират се научни уреди – сеизмометър и лазерен отражател за определяне на точното разстояние до Земята. Събрани са образци от лунния грунд, общо 21,55 кг, които по-късно са доставени за изследване на Земята. Оставена е паметна плоча от неръждаема стомана с гравиран надпис: „Тук хора от планетата Земя за първи път стъпиха на Луната. Юли 1969 г. след Христа. Ние дойдохме с мир от името на цялото Човечество“ и с подписи на Армстронг, Олдрин, Колинс и президента на САЩ Никсън. Олдрин престоява на лунната повърхност 1 час и 30 мин., след което се прибира в Лунния модул, а Армстронг остава общо 2 часа и 10 мин. След това двамата астронавти вечерят и лягат да почиват. Олдрин спи на пода на Ийгъл, а Амстронг използва хамак, закачен под кожуха на основния двигател на завръщащата се степен.

## Завръщане на Земята
От Командния център в Хюстън събуждат астронавтите след 7 часа почивка. Екипажът провежда предстартова подготовка на Лунния модул. В 17:54 на 21 юли са запалени двигателите на завръщащата се част от Ийгъл и след престой от 21 часа 36 мин. и 20 сек. първата експедиция, посетила Луната, я напуска. Скачването с Колумбия на окололунна орбита става 3 часа и 30 мин. по-късно. На борда на Командния модул екипажът прехвърля всички материали взети и заснети от Луната, след което Лунният модул е разкачен. Колумбия потегля на път за дома след престой от 59 часа и 30 мин. и тридесет обиколки около Луната. По време на обратния път са осъществени две телевизионни предавания и веднъж е включен двигателят за корекции на траекторията на полета. Това се налага поради преместване на точката за кацане заради лошото време в района на приводняване. Колумбия достига Земята на 24 юли 1969 след около 195 часа полет от старта. Екипажът заема места в спускаемия апарат, който преминава в земната атмосфера на автоматичен режим на спускане. Парашутната система е задействана и в 16 часа 53 мин. 35 сек. UTC Аполо 11 успешно се приводнява в Тихия океан. Точката на кацане е 13°19′00″ с. ш. 169°09′00″ з. д. / 13.316667° с. ш. 169.15° з. д. на около 20 km от очакващия ги самолетоносач USS Hornet (CV-12). След откачането на парашутната система приводнилият се апарат заема позиция във водата с върха надолу. Надувайки спомагателните системи за поддръжка над водата, той се изправя в нормално положение. Астронавтите обличат специални гумени противобиологични костюми, донесени им от посрещналите ги водолази, облечени също в такива. Прехвърлят се в гумена лодка, след което костюмите и външната повърхност на капсулата са обработени с химикали. След процедурата по дезинфекция се качват на хеликоптер, който ги превозва до посрещащия ги кораб. На борда му те са настанени в специална карантинна биокамера. Посрещнати са от президента на САЩ Ричард Никсън и директора на НАСА Томас Пейн. Астронавтите остават под карантина 21 дни. През това време са направени медицински изследвания и анализ на донесените от Луната материали. След карантинния период се срещат с близките си. На 13 август е устроено специално тържествено посрещане в Ню Йорк, Чикаго и Лос Анджелис. На 16 септември са приети в американския Конгрес и наградени с новата държавна награда на САЩ – „Почетен медал за овладяване на Космоса“.
В чест на постижението, три кратера близо до мястото на първото кацане са наименувани на членовете на екипажа – Армстронг, Олдрин и Колинс.
Капсулата на Аполо 11 е изложена в Националния аерокосмически музей във Вашингтон.

## Снимки от Аполо 11
- Изстрелването на Аполо 11
- Ийгъл на лунна орбита
- Амстронг стъпва на Луната
- Нийл Армстронг
- Паметна плоча
- Едуйн Олдрин
- Ийгъл
- Посрещане на Хорнет

## 35 години по-късно
През лятото на 2004 година НАСА прие програма за завръщане на човека на Луната и достигане на пилотирана мисия до Марс. По този повод и по повод тридесет и петата годишнина от полета на Аполо 11 на 21 юли 2004 година президентът на САЩ Джордж Буш прие в Овалния кабинет на Белия дом екипажа на кораба. След срещата е организирана он-лайн пресконференция, на която астронавтите отговаряха на въпроси относно бъдещи полети до Луната и Марс.